# Serra de Busa
La serra de Busa és una de les serres del Prepirineu situada al sud de la serra dels Bastets, a la comarca del Solsonès. Sembla inaccessible a causa de les agrestes parets de formes montserratines que la formen. El punt més elevat és el cim del Cogul (1.526 m), al Serrat de les Graelles.
Aquests materials van ser dipositats pels curts i violents rius pirinencs durant l'Oligocè (fa uns 25 milions d'anys), a l'antiga línia de costa del llac de la depressió de l'Ebre. Formen part de la banda contínua de materials grollers que s'estén al Prepirineu des del coll de Comiols (Serra del Montsec) fins a la Quar (Berguedà).
Els materials més tous han facilitat l'erosió a la vall de Lord, al sud de Busa i han deixat totalment aïllat l'altiplà, que està enlairat a una altitud d'uns 1.300 metres, i entre 500 a 700 m per damunt de les fondalades immediates.
La serra de Busa forma un ampli altiplà, anomenat el pla de Busa, tallat per tots costats per altes cingleres, s'estén des de la Valldora, a llevant, fins a la vall del Cardener, a ponent. Aquest pla és una illa natural sobre els penyals de la serra de Busa, on destaca la presència de la casa Rial, única masia encara habitada de forma permanent (a mitjans del segle xviii la parròquia tenia 63 habitants) i l'església parroquial de Sant Cristòfol (amb llinda del 1758).
Pujant pel vessant sud, trobem el magnífic mirador que formen l'església i el castell de Besora.

## Història

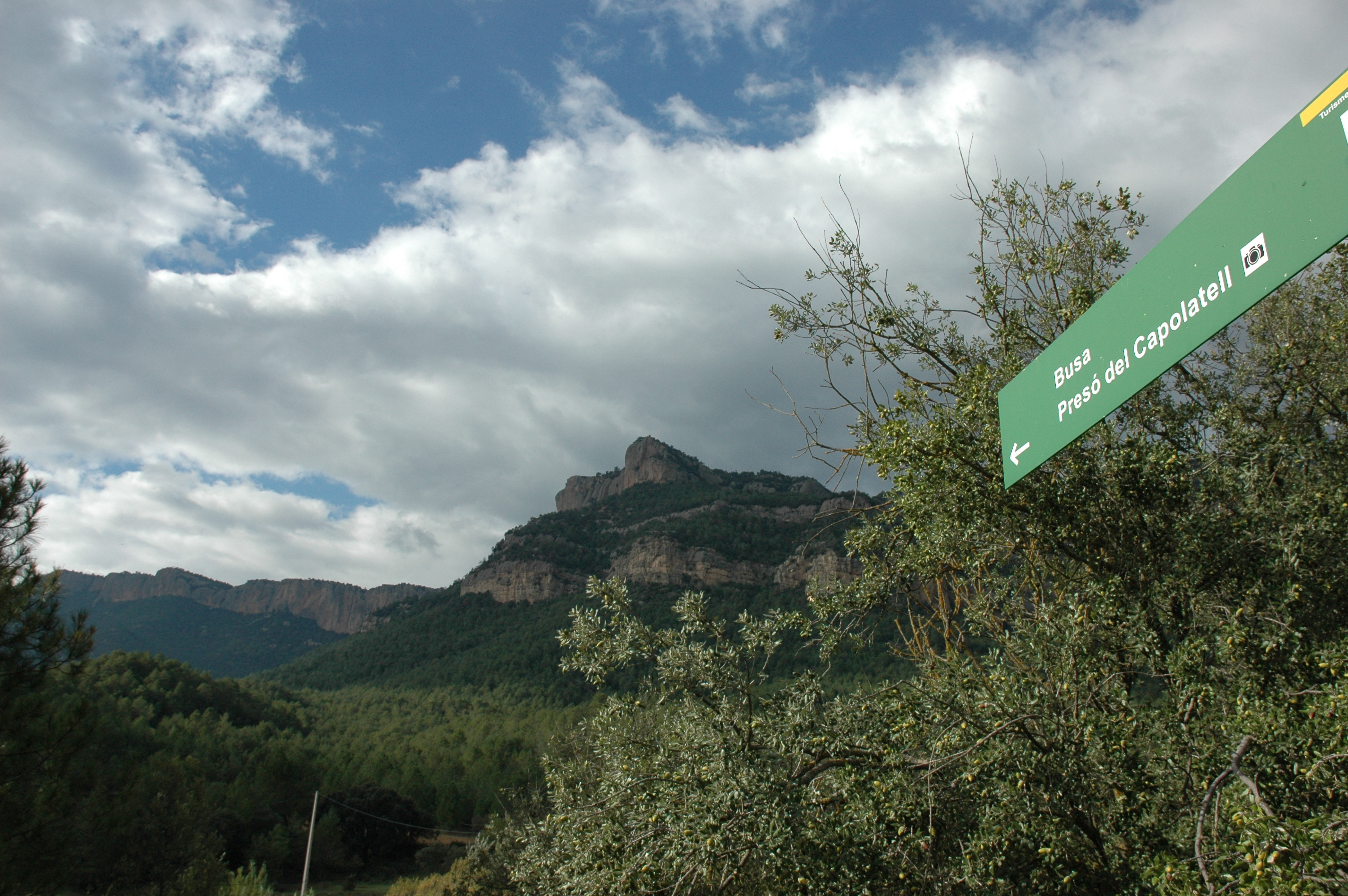
La Serra de Busa des de Sant Lleïr

El caràcter aïllat i inexpugnable d'aquest indret justifica la seva utilització com a camp d'instrucció militar durant la Guerra del Francès.
El tinent coronel solsoní Francesc Xavier de Cabanes i d'Escofet proposà al capità general de Catalunya Luis de Lacy y Gautier la utilització de Busa com a campament i segura rereguarda. Es van fortificar els punts més febles i es construïren un miler de casetes de fusta per a l'allotjament dels resistents. De fet, una de les quatre masies que encara resten en peu al pla de Busa, porta el nom de ca l'Artiller. Busa va ser, després de Cadis, el primer indret de l'estat espanyol a proclamar la Constitució de 1812, en un acte al qual assistiren uns 8.000 soldats.
A l'extrem nord-occidental del pla destaca el Capolatell, més conegut com "la presó", amb motiu del seu ús per aïllar presoners durant aquesta guerra. La tradició afirma que n'hi havia que, desesperats, es llançaven al buit cridant «Mourir à Busa et resurgir à Paris» (Morir a Busa i ressorgir a París).